# Carlota de Nápoles
Carlota de Nápoles, também conhecida como Carlota de Aragão (em francês:  Charlotte; fevereiro de 1480 — 16 de outubro de 1506) foi princesa de Tarento como herdeira do rei Frederico I de Nápoles. Foi condessa de Laval pelo seu casamento com Guido XVI de Laval.

## Família
Carlota era a única filha do rei Frederico I de Nápoles (também numerado como Fernando IV) e de sua primeira esposa, Ana de Saboia. Seus avós paternos eram o rei Fernando I de Nápoles e sua primeira consorte, Isabel de Clermont. Fernando I era o filho bastardo do rei Afonso V de Aragão e de sua amante, Giraldona Carlino.
Seus avós maternos eram Amadeu IX, Duque de Saboia e a princesa Iolanda da França.
Através de sua avó materna, Iolanda, ela também era bisneta do rei Carlos VII de França e de Maria de Anjou, filha de Luís II, Duque de Anjou, também rei titular de Nápoles e de Iolanda de Aragão, rainha titular de Aragão.
Do segundo casamento de seu pai com Isabel de Balzo, ela era meia-irmã de: Fernando de Aragão, duque da Calábria, casado com Germana de Foix, e depois com Mencía de Mendonça; Júlia, esposa do marquês João Jorge de Monferrato, Afonso, César e Isabel.

## Biografia
A princesa foi criada na França, tendo passado a maior parte do tempo na corte francesa.
O duque César Bórgia, filho do Papa Alexandre VI, e irmão de Lucrécia Bórgia, quis se casar com Carlota, mas ela o recusou.
Em 10 de junho de 1500, aos 20 anos, ela casou-se com o conde Guido XVI, de 24 anos. O conde, nascido com o nome de Nicolas, era filho de João de Laval e Joana de Périer, condessa de Quintin. O casamento foi arranjado por Ana, Duquesa da Bretanha, prima do conde. 
Em 1501, Frederico I perdeu trono o napolitano para a França, e foi sucedido pelo rei Luís XII de França. Em 1550, o irmão de Carlota, o duque da Calábria, morreu sem ter deixado nenhum filho legítimo como herdeiro, apenas um possível filho ilegítimo, Juan Pablo de Matarredona.
Apesar disso, os descendentes da princesa através de sua filha, Ana de Laval, continuaram reivindicando o trono de Nápoles.
Carlota faleceu em 16 de outubro de 1506, com apenas 26 anos de idade, e foi sepultada na Igreja Colegiada de Santo Tugal de Laval, em Mayenne.

## Descendência
- Ana de Laval (23 de setembro de 1505 – 1554), princesa de Tarento. Foi viscondessa de Thouars como esposa de Francisco II de La Trémoille. Teve descendência.[4]